# Vladimir Donțul
Vladimir Donțul este un colonel din Republica Moldova, care a îndeplinit funcția de șef al Marelui Stat Major al Armatei Republicii Moldova (martie - decembrie 1997).
La data de 20 martie 1997, colonelul Vladimir Donțul a fost numit în funcția de șef al Marelui Stat Major al Armatei Republicii Moldova și prim-viceministru al apărării, înlocuindu-l pe colonelul Pavel Chirău. A fost destituit din această funcție la 24 decembrie 1997, "pentru utilizarea ilegală și arbitrară a mijloacelor financiare".
Domnul colonel Vladimir Dontul a fost eliberat din functia de fostul presedinte al Republicii Moldova Petru Lucinschi din cauza, ca a refuzat sa semneze actele de vanzare a MIG-urilor si instalatiilor de artilerie URAGAN din Armata Nationala a Moldovei, care i-au fost impuse de fostul  ministru al apararii Valeriu Pasat. Aceste acte erau foarte si foarte suspecte, in urma cărora Pasat & Co. au pus multi bani in buzunarele lor proprii.